# 마리아 슈크시나
마리아 슈크시나(러시아어: Мари́я Шукшина́, 1967년 3월 27일 ~ )는 러시아의 배우이다.